# 石川県立航空プラザ
石川県立航空プラザ（いしかわけんりつこうくうプラザ）は、石川県小松市安宅新町にある航空専門の博物館である。小松飛行場（小松空港）の北側に位置している。

## 概要
1995年11月27日に開設された航空機および航空を主体にした博物館で、日本海側では唯一の航空博物館である。施設設置者は石川県、施設管理者は小松市で小松市まちづくり市民財団が指定管理者として運営を行っている。
屋外および航空プラザ1階にはヘリコプター、航空自衛隊の戦闘機、パラグライダーなど飛行機実機が常設展示されており、展示機によっては着席することもできる。また、YS-11のシミュレーター（全日空で実際に使用されていたもの）や航空管制シミュレーターも体験することができる（有料）。
2階では航空機の歴史や構造について模型などの展示が行われている。2012年4月には子供広場「ぶ～んぶんワールド」がオープン。
2019年まで使用された旧政府専用機（ボーイング747）の貴賓室が、防衛省が無償貸与する方式で石川県立航空プラザにおいて展示。2020年に浜松広報館（静岡県浜松市西区（現：中央区）とともに展示を開始し、同年6月6日から2022年4月まで展示される予定となっている。なお、浜松広報館は新型コロナウイルス感染防止に伴う休館のため、航空プラザが先行での公開となった。

## 施設概要
- 敷地面積：16,289m2
- 建築面積：4,785m2
- 延床面積：6,0182
- 開館時間：9時 - 17時
- 休館日：月曜日（祝日・振替休日の場合は翌日）、年末年始
- 入場料：無料（シミュレーターなど一部設備は有料）

## 主な展示物
屋外

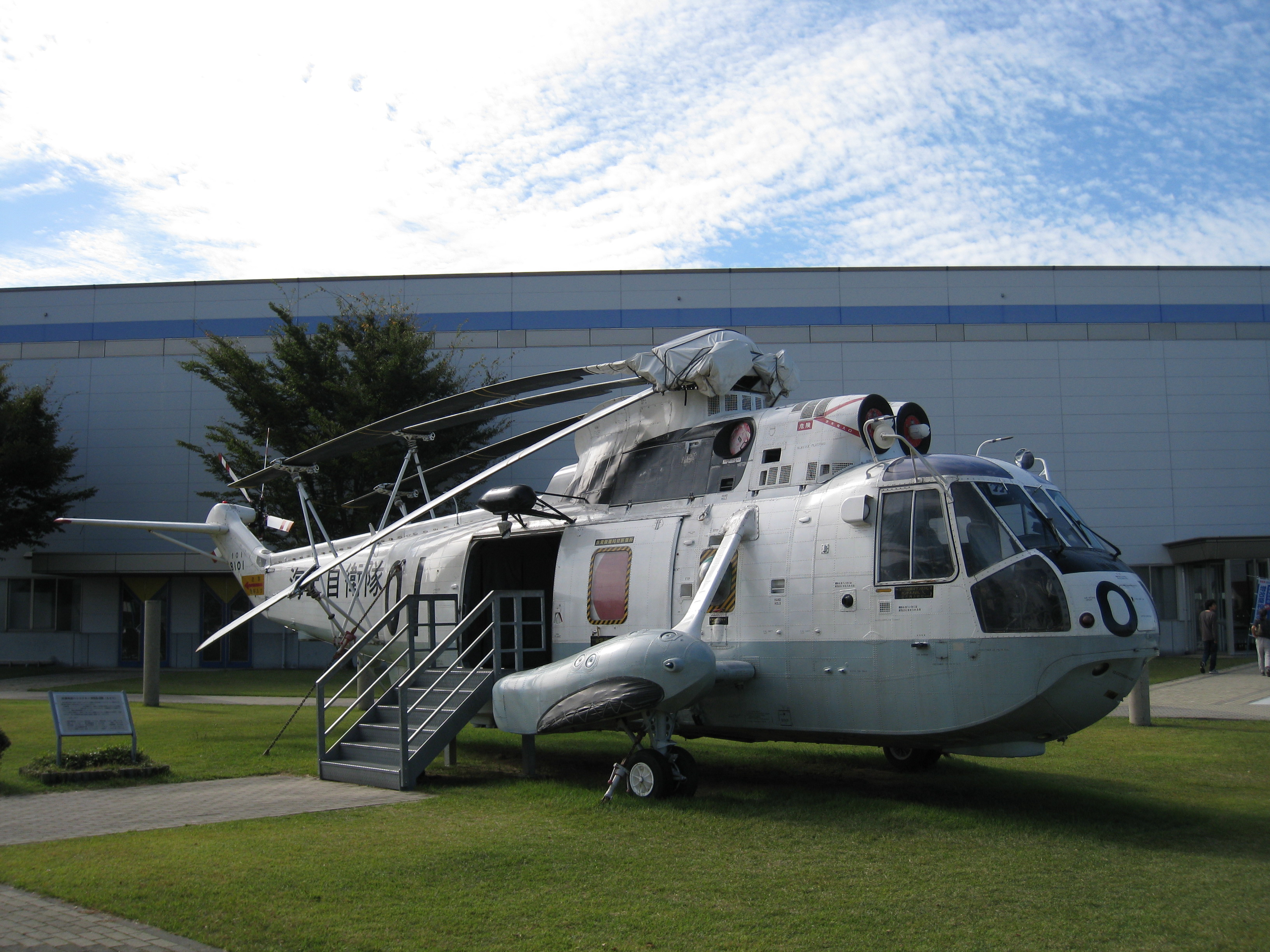
HSS-2B 対潜ヘリコプター
（屋外展示）

- HSS-2B 対潜ヘリコプター（海上自衛隊）
- KM-2（海上自衛隊）

屋内
- F-104Jスターファイター（航空自衛隊）
- T-33A（同上）
- ピラタス PC-6
- ドルニエDo-28A
- OH-6J（陸上自衛隊、ヘリコプター）
- TH-55J（同上、練習用ヘリコプター）
- ビーチクラフトE33 ボナンザ
- ベル47G-2
- F-2モックアップ
- T-2ブルーインパルス
- ピッツS-2B(元エアロック・エアロバティックチーム所属機)

## 館内施設
- ぶ～んぶんワールド

## アクセス
交通機関
- 北鉄加賀バス「航空プラザ」バス停すぐ
- 北陸鉄道・北鉄加賀バス小松空港各バス乗り場より徒歩5分

自動車
- E8 北陸道 片山津IC、小松ICより約10分

電車
- 小松駅より約10分